# Xian de Qingyuan (Hebei)
Pour les articles homonymes, voir Qingyuan (homonymie).
Le xian de Qingyuan (清苑县 ; pinyin : Qīngyuàn Xiàn) est un district administratif de la province du Hebei en Chine. Il est placé sous la juridiction de la ville-préfecture de Baoding.

## Démographie
La population du district était de 607 335 habitants en 1999.